# Palazzo Andreani
Palazzo Andreani ovvero Palazzo della Camera di commercio, è uno storico edificio del centro di Mantova, sede della Camera di commercio di Mantova. L'edificio è in stile eclettico e combina elementi di Liberty, neogotico e particolari orientaleggianti.

## Storia e descrizione
L'edificio, inizialmente denominato "Palazzo della Borsa", fu costruito tra il 1911 e il 1914 su progetto dell'architetto Aldo Andreani e rappresenta tutte le ambizioni dell'imprenditoria artigianale-industriale Mantovana dell'epoca.
Fu inaugurato il 1º ottobre 1914.Antistante vi è la  Loggia dei Mercanti collegata al palazzo mediante uno scalone a forbice. All'interno i dipinti murali sono opera di Arrigo Andreani (1889 - 1951), fratello dell'architetto, e riproducono, la proclamazione del primo console di Mantova (a destra salendo lo scalone) e una festa popolare per il varo di una grande imbarcazione (a sinistra).

Al suo interno ospita la Galleria Arte e Arti  con prestigiosi dipinti antichi e una raccolta di quadri e sculture del ventesimo secolo.